# Wyclef Jean/Diskografie
Diese Diskografie ist eine Übersicht über die musikalischen Werke des haitianischen Hip-Hop-Musikers Wyclef Jean. Den Schallplattenauszeichnungen zufolge hat er bisher mehr als 20 Millionen Tonträger verkauft, davon alleine in den USA über 10,5 Millionen. Seine erfolgreichste Veröffentlichung ist die Single Hips Don’t Lie mit über 10,7 Millionen verkauften Einheiten.

## Alben

### Studioalben
| Jahr | Titel Musiklabel                                                        | Höchstplatzierung, Gesamtwochen, AuszeichnungChartplatzierungen (Jahr, Titel, Musiklabel, Platzierungen, Wochen, Auszeichnungen, Anmerkungen) | Höchstplatzierung, Gesamtwochen, AuszeichnungChartplatzierungen (Jahr, Titel, Musiklabel, Platzierungen, Wochen, Auszeichnungen, Anmerkungen) | Höchstplatzierung, Gesamtwochen, AuszeichnungChartplatzierungen (Jahr, Titel, Musiklabel, Platzierungen, Wochen, Auszeichnungen, Anmerkungen) | Höchstplatzierung, Gesamtwochen, AuszeichnungChartplatzierungen (Jahr, Titel, Musiklabel, Platzierungen, Wochen, Auszeichnungen, Anmerkungen) | Höchstplatzierung, Gesamtwochen, AuszeichnungChartplatzierungen (Jahr, Titel, Musiklabel, Platzierungen, Wochen, Auszeichnungen, Anmerkungen) | Anmerkungen                                                                    |
| Jahr | Titel Musiklabel                                                        | DE | AT | CH | UK | US | Anmerkungen                                                                    |
| ---- | ----------------------------------------------------------------------- | --- | --- | --- | --- | --- | ------------------------------------------------------------------------------ |
| 1997 | The Carnival Ruffhouse Records / Columbia Records (Sony)                | DE81 (9 Wo.)DE | — | CH38 (3 Wo.)CH | UK40 Silber · (6 Wo.)UK | US16 ×2Doppelplatin · (67 Wo.)US | Erstveröffentlichung: 24. Juni 1997 mit Refugee Allstars Verkäufe: + 2.067.500 |
| 2000 | The Ecleftic: 2 Sides II a Book Columbia Records (Sony)                 | DE20 Gold · (32 Wo.)DE | AT17 (25 Wo.)AT | CH10 (37 Wo.)CH | UK5 Gold · (19 Wo.)UK | US9 Platin · (30 Wo.)US | Erstveröffentlichung: 18. August 2000 Verkäufe: + 1.365.000                    |
| 2002 | Masquerade Columbia Records (Sony)                                      | DE20 (8 Wo.)DE | AT14 (11 Wo.)AT | CH13 (12 Wo.)CH | UK30 (3 Wo.)UK | US6 (14 Wo.)US | Erstveröffentlichung: 18. Juli 2002                                            |
| 2003 | The Preacher’s Son J Records (BMG)                                      | DE59 (1 Wo.)DE | AT60 (1 Wo.)AT | CH36 (4 Wo.)CH | — | US22 (5 Wo.)US | Erstveröffentlichung: 7. Oktober 2003                                          |
| 2004 | Welcome to Haiti: Creole 101 Sak Pasé Records (BMG)                     | — | — | — | — | — | Erstveröffentlichung: 5. Oktober 2004                                          |
| 2007 | Carnival Vol. II: Memoirs of an Immigrant Columbia Records (Sony BMG)   | — | — | CH33 (3 Wo.)CH | — | US28 (14 Wo.)US | Erstveröffentlichung: 4. Dezember 2007                                         |
| 2009 | From the Hut, to the Projects, to the Mansion Carnival House (Carnival) | — | — | — | — | US171 (1 Wo.)US | Erstveröffentlichung: 10. November 2009                                        |
| 2017 | Carnival III: The Fall and Rise of a Refugee Heads Music (Sony)         | — | — | — | — | US112 (1 Wo.)US | Erstveröffentlichung: 15. September 2017                                       |
| 2019 | Wyclef Goes Back to School Volume 1 Heads Music (Sony)                  | — | — | — | — | — | Erstveröffentlichung: 8. März 2019                                             |

### Kompilationen
- 2003: Greatest Hits

### Mixtapes
- 2013: April Showers
- 2017: Wyclef Jean Inspired By…

### EPs
| Jahr | Titel Musiklabel            | Höchstplatzierung, Gesamtwochen, AuszeichnungChartplatzierungen (Jahr, Titel, Musiklabel, Platzierungen, Wochen, Auszeichnungen, Anmerkungen) | Höchstplatzierung, Gesamtwochen, AuszeichnungChartplatzierungen (Jahr, Titel, Musiklabel, Platzierungen, Wochen, Auszeichnungen, Anmerkungen) | Höchstplatzierung, Gesamtwochen, AuszeichnungChartplatzierungen (Jahr, Titel, Musiklabel, Platzierungen, Wochen, Auszeichnungen, Anmerkungen) | Höchstplatzierung, Gesamtwochen, AuszeichnungChartplatzierungen (Jahr, Titel, Musiklabel, Platzierungen, Wochen, Auszeichnungen, Anmerkungen) | Höchstplatzierung, Gesamtwochen, AuszeichnungChartplatzierungen (Jahr, Titel, Musiklabel, Platzierungen, Wochen, Auszeichnungen, Anmerkungen) | Anmerkungen                           |
| Jahr | Titel Musiklabel            | DE | AT | CH | UK | US | Anmerkungen                           |
| ---- | --------------------------- | --- | --- | --- | --- | --- | ------------------------------------- |
| 2017 | J’ouvert Heads Music (Sony) | — | — | — | — | US117 (1 Wo.)US | Erstveröffentlichung: 3. Februar 2017 |

Weitere EPs
- 2010: If I Were President: My Haitian Experience

## Singles

### Als Leadmusiker
| Jahr | Titel Album                                                                                     | Höchstplatzierung, Gesamtwochen, AuszeichnungChartplatzierungen (Jahr, Titel, Album, Platzierungen, Wochen, Auszeichnungen, Anmerkungen) | Höchstplatzierung, Gesamtwochen, AuszeichnungChartplatzierungen (Jahr, Titel, Album, Platzierungen, Wochen, Auszeichnungen, Anmerkungen) | Höchstplatzierung, Gesamtwochen, AuszeichnungChartplatzierungen (Jahr, Titel, Album, Platzierungen, Wochen, Auszeichnungen, Anmerkungen) | Höchstplatzierung, Gesamtwochen, AuszeichnungChartplatzierungen (Jahr, Titel, Album, Platzierungen, Wochen, Auszeichnungen, Anmerkungen) | Höchstplatzierung, Gesamtwochen, AuszeichnungChartplatzierungen (Jahr, Titel, Album, Platzierungen, Wochen, Auszeichnungen, Anmerkungen) | Anmerkungen                                                                     |
| Jahr | Titel Album                                                                                     | DE | AT | CH | UK | US | Anmerkungen                                                                     |
| ---- | ----------------------------------------------------------------------------------------------- | --- | --- | --- | --- | --- | ------------------------------------------------------------------------------- |
| 1997 | We Trying to Stay Alive The Carnival                                                            | DE72 (5 Wo.)DE | — | — | UK13 (7 Wo.)UK | US45 (12 Wo.)US | Erstveröffentlichung: 27. Mai 1997 feat. Refugee Allstars                       |
| 1997 | Guantanamera The Carnival                                                                       | DE29 (11 Wo.)DE | — | CH19 (10 Wo.)CH | UK25 (2 Wo.)UK | — | Erstveröffentlichung: September 1997 feat. Refugee Allstars                     |
| 1998 | Gone till November The Carnival                                                                 | DE31 (12 Wo.)DE | — | CH22 (9 Wo.)CH | UK3 Silber · (10 Wo.)UK | US7 Platin · (20 Wo.)US | Erstveröffentlichung: 20. Januar 1998                                           |
| 1998 | Cheated (To All the Girls) The Carnival                                                         | — | — | — | — | US61 (8 Wo.)US | Erstveröffentlichung: 28. Juli 1998                                             |
| 1998 | Gunpowder The Carnival                                                                          | — | — | — | — | — | Erstveröffentlichung: 1998                                                      |
| 1999 | New Day Lebenslänglich (O.S.T.)                                                                 | DE72 (2 Wo.)DE | — | CH48 (1 Wo.)CH | UK23 (2 Wo.)UK | — | Erstveröffentlichung: 14. September 1999 feat. Bono                             |
| 2000 | It Doesn’t Matter The Ecleftic: 2 Sides II a Book                                               | DE47 (9 Wo.)DE | — | CH58 (14 Wo.)CH | UK3 (11 Wo.)UK | — | Erstveröffentlichung: 31. Juli 2000 feat. The Rock                              |
| 2000 | 911 The Ecleftic: 2 Sides II a Book                                                             | DE12 (19 Wo.)DE | AT21 (15 Wo.)AT | CH9 (25 Wo.)CH | UK9 Silber · (10 Wo.)UK | US38 (19 Wo.)US | Erstveröffentlichung: 1. November 2000 feat. Mary J. Blige                      |
| 2001 | Perfect Gentleman The Ecleftic: 2 Sides II a Book                                               | DE7 (15 Wo.)DE | AT13 (17 Wo.)AT | CH17 (16 Wo.)CH | UK4 Platin · (20 Wo.)UK | — | Erstveröffentlichung: Juni 2001 feat. Hope Harris                               |
| 2001 | Wish You Were Here The Ecleftic: 2 Sides II a Book                                              | DE40 (9 Wo.)DE | AT51 (8 Wo.)AT | CH49 (10 Wo.)CH | UK28 (9 Wo.)UK | — | Erstveröffentlichung: 3. Dezember 2001                                          |
| 2002 | Two Wrongs Masquerade                                                                           | DE54 (9 Wo.)DE | AT58 (6 Wo.)AT | CH30 (15 Wo.)CH | UK14 (6 Wo.)UK | US28 (20 Wo.)US | Erstveröffentlichung: 24. Juni 2002 feat. Claudette Ortiz                       |
| 2002 | Pussycat Masquerade                                                                             | — | — | — | — | — | Erstveröffentlichung: 2002 feat. Tom Jones                                      |
| 2003 | Party to Damascus The Preacher’s Son                                                            | DE65 (10 Wo.)DE | — | — | — | US65 (9 Wo.)US | Erstveröffentlichung: 30. September 2003 feat. Missy Elliott                    |
| 2004 | Take Me as I Am The Preacher’s Son                                                              | — | — | — | — | — | Erstveröffentlichung: 2004 feat. Sharissa                                       |
| 2007 | Sweetest Girl (Dollar Bill) Carnival Vol. II: Memoirs of an Immigrant                           | DE30 (7 Wo.)DE | AT64 (3 Wo.)AT | CH51 (4 Wo.)CH | UK66 (3 Wo.)UK | US12 Platin + Gold (Mastertone) · (28 Wo.)US                                                                                             | Erstveröffentlichung: 14. August 2007 feat. Akon, Niia & Lil Wayne              |
| 2008 | Fast Car Carnival Vol. II: Memoirs of an Immigrant                                              | — | — | — | — | — | Erstveröffentlichung: 5. Mai 2008 Single-Version feat. Lupe Fiasco              |
| 2008 | If I Was President –                                                                            | — | — | — | — | — | Erstveröffentlichung: 15. Juli 2008                                             |
| 2008 | I’m Ready –                                                                                     | — | — | — | — | — | Erstveröffentlichung: 2. September 2008                                         |
| 2008 | Touch Your Button Carnival Vol. II: Memoirs of an Immigrant                                     | — | — | — | — | — | Erstveröffentlichung: 9. November 2008 feat. Will.i.am & Melissa Jiménez        |
| 2009 | Warrior’s Anthem From the Hut, to the Projects, to the Mansion                                  | — | — | — | — | — | Erstveröffentlichung: 13. Oktober 2009                                          |
| 2009 | You Don’t Wanna Go Outside From the Hut, to the Projects, to the Mansion                        | — | — | — | — | — | Erstveröffentlichung: 3. November 2009                                          |
| 2010 | Hold On –                                                                                       | — | — | — | — | — | Erstveröffentlichung: 1. Februar 2010 feat. Mavado                              |
| 2010 | Election Time –                                                                                 | — | — | — | — | — | Erstveröffentlichung: 5. November 2010                                          |
| 2011 | Historia –                                                                                      | — | — | — | — | — | Erstveröffentlichung: 19. September 2011                                        |
| 2013 | Hip Hop April Showers                                                                           | — | — | — | — | — | Erstveröffentlichung: 18. Januar 2013                                           |
| 2014 | Dar um Jeito (We Will Find a Way) One Love, One Rhythm – The 2014 FIFA World Cup Official Album | — | — | — | — | — | Erstveröffentlichung: 29. April 2014 mit Santana feat. Avicii & Alexandre Pires |
| 2014 | Divine Sorrow –                                                                                 | — | — | — | — | — | Erstveröffentlichung: 24. November 2014 feat. Avicii                            |
| 2016 | My Girl –                                                                                       | — | — | — | — | — | Erstveröffentlichung: 14. April 2016 feat. Sasha Mari                           |
| 2016 | If I Was President 2016 J’ouvert                                                                | — | — | — | — | — | Erstveröffentlichung: 14. Oktober 2016                                          |
| 2016 | I Swear J’ouvert                                                                                | — | — | — | — | — | Erstveröffentlichung: 1. November 2016 feat. Young Thug                         |
| 2017 | Hendrix J’ouvert                                                                                | — | — | — | — | — | Erstveröffentlichung: 6. Januar 2017                                            |
| 2018 | Sak kap fet –                                                                                   | — | — | — | — | — | Erstveröffentlichung: 1. März 2018 feat. Kofi Black & Moira Mack                |
| 2018 | I Pray –                                                                                        | — | — | — | — | — | Erstveröffentlichung: 13. April 2018                                            |
| 2018 | All or Nothing –                                                                                | — | — | — | — | — | Erstveröffentlichung: 18. April 2018 mit Ray BLK & Naughty Boy                  |
| 2018 | Mystery –                                                                                       | — | — | — | — | — | Erstveröffentlichung: 16. November 2018 mit K-391                               |

### Als Gastmusiker
| Jahr | Titel Album                                                  | Höchstplatzierung, Gesamtwochen, AuszeichnungChartplatzierungen (Jahr, Titel, Album, Platzierungen, Wochen, Auszeichnungen, Anmerkungen) | Höchstplatzierung, Gesamtwochen, AuszeichnungChartplatzierungen (Jahr, Titel, Album, Platzierungen, Wochen, Auszeichnungen, Anmerkungen) | Höchstplatzierung, Gesamtwochen, AuszeichnungChartplatzierungen (Jahr, Titel, Album, Platzierungen, Wochen, Auszeichnungen, Anmerkungen) | Höchstplatzierung, Gesamtwochen, AuszeichnungChartplatzierungen (Jahr, Titel, Album, Platzierungen, Wochen, Auszeichnungen, Anmerkungen) | Höchstplatzierung, Gesamtwochen, AuszeichnungChartplatzierungen (Jahr, Titel, Album, Platzierungen, Wochen, Auszeichnungen, Anmerkungen) | Anmerkungen                                                                                   |
| Jahr | Titel Album                                                  | DE | AT | CH | UK | US | Anmerkungen                                                                                   |
| ---- | ------------------------------------------------------------ | --- | --- | --- | --- | --- | --------------------------------------------------------------------------------------------- |
| 1997 | No No No (Part II) Destiny’s Child                           | DE17 (15 Wo.)DE | AT40 (1 Wo.)AT | CH13 (15 Wo.)CH | UK5 Silber · (13 Wo.)UK | US3 Platin · (35 Wo.)US | Erstveröffentlichung: 11. November 1997 Destiny’s Child feat. Wyclef Jean                     |
| 1998 | Another One Bites the Dust Greatest Hits III                 | DE46 (7 Wo.)DE | AT23 (12 Wo.)AT | CH35 (5 Wo.)CH | UK5 (9 Wo.)UK | — | Erstveröffentlichung: 20. November 1998 Queen feat. Wyclef Jean, Pras & Free                  |
| 1998 | In the Zone The Original Rude Girl                           | — | — | — | — | — | Erstveröffentlichung: 1998 Ivy Queen feat. Wyclef Jean                                        |
| 2000 | Love Me Now Art and Life                                     | — | — | — | — | — | Erstveröffentlichung: 2000 Beenie Man feat. Wyclef Jean                                       |
| 2001 | Coast 2 Coast (Suavemente) –                                 | — | — | — | — | — | Erstveröffentlichung: 2001 Angie Martinez feat. Wyclef Jean                                   |
| 2001 | Loving You (Ole Ole Ole) –                                   | — | — | — | — | — | Erstveröffentlichung: 2001 Brian Harvey feat. The Refugee Crew                                |
| 2002 | One Nite Stand (Of Wolves and Sheep) Unbelievable            | DE5 (10 Wo.)DE | AT12 (21 Wo.)AT | CH16 (10 Wo.)CH | — | — | Erstveröffentlichung: 2. September 2002 Sarah Connor feat. Wyclef Jean                        |
| 2006 | Hips Don’t Lie Oral Fixation Vol. 2                          | DE1 ×3Dreifachplatin · (29 Wo.)DE | AT2 Gold · (38 Wo.)AT | CH1 Platin · (71 Wo.)CH | UK1 ×4Vierfachplatin · (48 Wo.)UK | US1 ×2Doppelplatin + Doppelplatin (Mastertone) · (31 Wo.)US                                                                              | Erstveröffentlichung: 27. März 2006 Verkäufe: + 10.795.000; Shakira feat. Wyclef Jean         |
| 2006 | Dangerous Chemically Imbalanced                              | DE82 (6 Wo.)DE | — | — | — | US85 (1 Wo.)US | Erstveröffentlichung: 14. Oktober 2006 Ying Yang Twins feat. Wyclef Jean                      |
| 2007 | You Know What It Is T.I. vs. T.I.P.                          | — | — | — | — | US34 (18 Wo.)US | Erstveröffentlichung: 10. Juli 2007 T.I. feat. Wyclef Jean                                    |
| 2007 | It Don’t Make Any Difference to Me Kevin Michael             | — | — | — | — | — | Erstveröffentlichung: 2007 Kevin Michael feat. Wyclef Jean                                    |
| 2011 | Murderer –                                                   | — | — | — | — | — | Erstveröffentlichung: 11. Oktober 2011 Barrington Levy feat. Wyclef Jean, Snoop Dogg & Shaggy |
| 2011 | Playaz Club 2011 Remix (Another Carjack) –                   | — | — | — | — | — | Erstveröffentlichung: 11. Oktober 2011 Rappin’ 4-Tay feat. Wyclef Jean                        |
| 2016 | Kiss the Sky 55                                              | — | — | — | — | — | Erstveröffentlichung: 1. April 2016 The Knocks feat. Wyclef Jean                              |
| 2016 | Zoom Zoom –                                                  | — | — | — | — | — | Erstveröffentlichung: 22. Juli 2016 Gorgon City feat. Wyclef Jean                             |
| 2017 | Todas tru.                                                   | DE65 (1 Wo.)DE | AT55 (1 Wo.)AT | — | — | — | Erstveröffentlichung: 29. September 2017 Cro feat. Wyclef Jean                                |
| 2017 | Dimelo –                                                     | — | — | — | UK2 Gold · (10 Wo.)UK | — | Erstveröffentlichung: 3. Dezember 2017 Rak-Su feat. Wyclef Jean & Naughty Boy                 |
| 2019 | War –                                                        | — | — | — | — | — | Erstveröffentlichung: 18. Mai 2018 Tal feat. Wyclef Jean                                      |
| 2019 | Down Easy –                                                  | — | — | — | — | — | Erstveröffentlichung: 27. Juli 2018 Showtek & MOTi feat. Starley & Wyclef Jean                |
| 2019 | Dear Future Self (Hands Up) Believers Never Die – Volume Two | — | — | — | — | — | Erstveröffentlichung: 10. September 2019 Fall Out Boy feat. Wyclef Jean                       |

## Produktionen
- 2003: Learn Chinese (MC Jin)

## Promoveröffentlichungen
Promo-Singles
- 1999: Low Income
- 2003: Industry
- 2004: President
- 2007: Five-O (Elephant Man feat. Wyclef Jean)
- 2008: Roll Out (Labelle feat. Wyclef Jean)
- 2017: What Happened to Love (feat. Lunchmoney Lewis)

## Sonderveröffentlichungen
Gastbeiträge
- 1998: Don’t Release Me (Gloria Estefan feat. Wyclef Jean)
- 1999: Blood Is Thicker Than Water (The Product G&B feat. Wyclef Jean)
- 2007: China Wine (Sun feat. Wyclef Jean, Tony Matterhorn & Elephant Man)
- 2009: Valentine (Tatiana Okupnik feat. Wyclef Jean)
- 2009: Spy (Shakira feat. Wyclef Jean)
- 2010: Deep Down in My Heart (Desiree feat. Wyclef Jean)
- 2012: Antenna (Remix) (Fuse ODG feat. Wyclef Jean)

## Statistik

### Chartauswertung
|                     | DE    | AT    | CH    | UK    | US    |
| ------------------- | ----- | ----- | ----- | ----- | ----- |
| Nummer-eins-Alben   | DE—DE | AT—AT | CH—CH | UK—UK | US—US |
| Top-10-Alben        | DE—DE | AT—AT | CH1CH | UK1UK | US2US |
| Alben in den Charts | DE4DE | AT3AT | CH5CH | UK3UK | US8US |

|                       | DE     | AT     | CH     | UK     | US     |
| --------------------- | ------ | ------ | ------ | ------ | ------ |
| Nummer-eins-Singles   | DE1DE  | AT—AT  | CH1CH  | UK1UK  | US1US  |
| Top-10-Singles        | DE3DE  | AT1AT  | CH2CH  | UK7UK  | US3US  |
| Singles in den Charts | DE17DE | AT10AT | CH13CH | UK13UK | US11US |

### Auszeichnungen für Musikverkäufe
| Silberne Schallplatte - Frankreich - 2000: für die Single 911 Goldene Schallplatte - Frankreich - 2006: für die Single Hips Don’t Lie - Kanada - 2001: für das Album The Ecleftic - 2008: für die Single Sweetest Girl (Dollar Bill) - Mexiko - 2025: für die Single Hips Don’t Lie - Neuseeland - 1997: für die Single We Trying to Stay Alive - 1998: für die Single Gone till November - 1998: für das Album The Carnival - Norwegen - 2001: für das Album The Ecleftic - Schweden - 2000: für die Single 911 - 2001: für das Album The Ecleftic - 2001: für die Single Perfect Gentleman | 2× Goldene Schallplatte - Mexiko - 2006: für den Ringtone Hips Don’t Lie (Bamboo) Platin-Schallplatte - Australien - 2002: für die Single Two Wrongs - Belgien - 2006: für die Single Hips Don’t Lie - Griechenland - 2024: für die Single Hips Don’t Lie - Kanada - 1998: für das Album The Carnival - 2007: für den Ringtone Hips Don’t Lie - Mexiko - 2007: für den Ringtone Hips Don’t Lie (Spanish Version) - Neuseeland - 2022: für die Single Sweetest Girl (Dollar Bill) - Norwegen - 2001: für die Single 911 3× Goldene Schallplatte - Mexiko - 2008: für den Ringtone Hips Don’t Lie (Clean Version) | 2× Platin-Schallplatte - Brasilien - 2023: für die Single Hips Don’t Lie - Italien - 2024: für die Single Hips Don’t Lie - Mexiko - 2007: für den Ringtone Hips Don’t Lie (English Version) - Neuseeland - 2024: für die Single Two Wrongs 3× Platin-Schallplatte - Dänemark - 2024: für die Single Hips Don’t Lie - Portugal - 2024: für die Single Hips Don’t Lie - Spanien - 2024: für die Single Hips Don’t Lie 4× Platin-Schallplatte - Neuseeland - 2024: für die Single Hips Don’t Lie 6× Platin-Schallplatte - Australien - 2019: für die Single Hips Don’t Lie Diamantene Schallplatte - Kanada - 2024: für die Single Hips Don’t Lie 2× Diamantene Schallplatte - Mexiko - 2025: für die Single Hips Don’t Lie |

Anmerkung: Auszeichnungen in Ländern aus den Charttabellen bzw. Chartboxen sind in ebendiesen zu finden.
| Land/RegionAuszeichnungen für Musikverkäufe (Land/Region, Auszeichnungen, Verkäufe, Quellen) | Silber     | Gold       | Platin       | Diamant     | Verkäufe   | Quellen                                                    |
| -------------------------------------------------------------------------------------------- | ---------- | ---------- | ------------ | ----------- | ---------- | ---------------------------------------------------------- |
| Australien (ARIA)                                                                            | —          | —          | 7× Platin7   | —           | 490.000    | aria.com.au                                                |
| Belgien (BRMA)                                                                               | —          | —          | Platin1      | —           | 50.000     | ultratop.be                                                |
| Brasilien (PMB)                                                                              | —          | —          | 2× Platin2   | —           | 120.000    | pro-musicabr.org.br                                        |
| Dänemark (IFPI)                                                                              | —          | —          | 3× Platin3   | —           | 270.000    | ifpi.dk                                                    |
| Deutschland (BVMI)                                                                           | —          | Gold1      | 3× Platin3   | —           | 1.050.000  | musikindustrie.de                                          |
| Frankreich (SNEP)                                                                            | Silber1    | Gold1      | —            | —           | 325.000    | infodisc.fr FR2                                            |
| Griechenland (IFPI)                                                                          | —          | —          | Platin1      | —           | 20.000     | Einzelnachweise                                            |
| Italien (FIMI)                                                                               | —          | —          | 2× Platin2   | —           | 200.000    | fimi.it                                                    |
| Kanada (MC)                                                                                  | —          | 2× Gold2   | 2× Platin2   | Diamant1    | 1.010.000  | musiccanada.com                                            |
| Mexiko (AMPROFON)                                                                            | —          | 5× Gold5   | 3× Platin3   | 2× Diamant2 | 1.280.000  | amprofon.com.mx                                            |
| Neuseeland (RMNZ)                                                                            | —          | 3× Gold3   | 7× Platin7   | —           | 230.000    | aotearoamusiccharts.co.nz NZ2                              |
| Norwegen (IFPI)                                                                              | —          | Gold1      | Platin1      | —           | 45.000     | ifpi.no (Memento vom 5. November 2012 im Internet Archive) |
| Österreich (IFPI)                                                                            | —          | Gold1      | —            | —           | 15.000     | ifpi.at                                                    |
| Portugal (AFP)                                                                               | —          | —          | 3× Platin3   | —           | 30.000     | Einzelnachweise                                            |
| Schweden (IFPI)                                                                              | —          | 3× Gold3   | —            | —           | 70.000     | sverigetopplistan.se                                       |
| Schweiz (IFPI)                                                                               | —          | —          | Platin1      | —           | 30.000     | hitparade.ch                                               |
| Spanien (Promusicae)                                                                         | —          | —          | 3× Platin3   | —           | 180.000    | elportaldemusica.es                                        |
| Vereinigte Staaten (RIAA)                                                                    | —          | Gold1      | 10× Platin10 | —           | 10.500.000 | riaa.com                                                   |
| Vereinigtes Königreich (BPI)                                                                 | 4× Silber4 | 2× Gold2   | 5× Platin5   | —           | 4.160.000  | bpi.co.uk                                                  |
| Insgesamt                                                                                    | 5× Silber5 | 20× Gold20 | 54× Platin54 | 3× Diamant3 |            |                                                            |